# Campionato italiano di floorball
Il Campionato Italiano di floorball viene organizzato dalla Federazione Italiana Unihockey-Floorball. Esso è diviso in due diversi campionati, Campo Grande, che si svolge in un campo di 40x20 metri, e Campo Piccolo, che si svolge in un campo di 24x16 metri.

## Campo Grande

### Formula
Il campionato 2018/19 è formato da 10 squadre e si svolge come un girone all'italiana solo andata: le prime 6 squadre della regular season si qualificano per i playoff, con le prime due già qualificate per le semifinali, mentre la terza, quarta, quinta e sesta si giocano nei quarti di finale un posto per le semifinali, per finire poi con la finale. La squadra vincitrice nel mese di agosto si giocherà la vittoria dell'EuroFloorball Challenge insieme ad altri club campioni nazionali europei.

### Campionato 2011/12
Per la stagione 2011-2012 viene applicata una nuova formula che va a sostituire la precedente: regular season suddivisa in un'andata suddiviso in 2 gironi da 5, e un ritorno contro tutti. Successivamente le migliori 6 partecipano ai playoff, con quarti di finale e accesso diretto delle prime due alle semifinali.
| Quarti di finale | Semifinali           | Finale               | Campione             |  |
| ---------------- | -------------------- | -------------------- | -------------------- |  |
| Liftex Gargazon  |                      |                      |                      |  |
| Viking Roma      | Liftex Gargazon      |                      |                      |  |
|                  | SSV Diamante Bolzano | SSV Diamante Bolzano |                      |  |
|                  |                      |                      | SSV Diamante Bolzano |  |
|                  | FBC Bozen            | FBC Bozen            |                      |  |
| L'Aquila         | SV Sterzing          |                      |                      |  |
| SV Sterzing      |                      |                      |                      |  |

### Campionato 2017/18
Alla stagione 2017/18 partecipano 10 squadre: Viking Roma, SHC Serenissima Firelions, SSV Diamante Bolzano, FBC Bozen, Floorball Ciampino, UF Gargazon/Sterzing, ASC Algund, FC Milano, Floorball L'Aquila e Floorball Black Lions. Accedono ai playoff: Viking Roma, SSV Diamante Bolzano, UF Gargazon/Sterzing, FBC Bozen, FC Milano e Floorball L'Aquila. Accedono alle semifinali: FC Milano, Viking Roma, Floorball L'Aquila, SSV Diamante Bolzano. Finale: FC Milano-Floorball L'Aquila 3-2 (OT). Floorball Club Milano CAMPIONE D'ITALIA.
| Quarti di finale     | Semifinali           | Finale             | Campione  |  |
| -------------------- | -------------------- | ------------------ | --------- |  |
| FBC Bozen            |                      |                    |           |  |
| FC Milano            | FC Milano            |                    |           |  |
|                      | Viking Roma          | FC Milano          |           |  |
|                      |                      |                    | FC Milano |  |
|                      | Floorball L'Aquila   | Floorball L'Aquila |           |  |
| UF Gargazon/Sterzing | UF Gargazon/Sterzing |                    |           |  |
| SSV Diamante Bolzano |                      |                    |           |  |

### Campionato 2018/19
Alla stagione 2017/18 partecipano 10 squadre: Viking Roma, SHC Serenissima Firelions, SSV Diamante Bolzano, FBC Bozen, Floorball Ciampino, UF Gargazon/Sterzing, ASC Algund, FC Milano, Floorball L'Aquila e Floorball Black Lions. Accedono ai playoff: Viking Roma, SSV Diamante Bolzano, UF Gargazon/Sterzing, ASC Algund, Spartak Milano Floorball e Floorball L'Aquila. Accedono alle semifinali: UF Gargazon/Sterzing, Viking Roma, Floorball L'Aquila, SSV Diamante Bolzano. Finale: UF Gargazon/Sterzing - Viking Roma 6-11. Viking Roma Floorball Club CAMPIONE D'ITALIA.
| Quarti di finale         | Semifinali           | Finale               | Campione    |  |
| ------------------------ | -------------------- | -------------------- | ----------- |  |
| Spartak Milano Floorball |                      |                      |             |  |
| SSV Diamante Bolzano     | SSV Diamante Bolzano |                      |             |  |
|                          | Viking Roma          | Viking Roma          |             |  |
|                          |                      |                      | Viking Roma |  |
|                          | UF Gargazon/Sterzing | UF Gargazon/Sterzing |             |  |
| L'Aquila                 | L'Aquila             |                      |             |  |
| ASC Algund               |                      |                      |             |  |

## Campo piccolo

### Campionato 2017/18
Il Campionato 2017/18 è diviso in tre gironi: Lombardia, Alto Adige Veneto e Lazio. Accedono ai playoff 8 squadre, dal girone Lombardia e Alto Adige Veneto 3 squadre e dal girone Lazio 2 squadre. In questa edizione si qualificano SSV Diamante Bolzano, Laives The Butchers e Sterzing nel girone AAV, Viking Pro e Floorball Ciampino nel girone Lazio e UHC Varese, FC Milano e Spartak Milano nel girone Lombardia. Vince il campionato UHC Varese Wild Boars, secondo posto per SSV Diamante Bolzano, terzo per Viking Roma.

## Storia

### Campioni d'Italia
| Anno    | Campo Grande               | Campo Piccolo          | Campionato Italiano Donne | Under 19                    | Coppa Italia Uomini        |
| ------- | -------------------------- | ---------------------- | ------------------------- | --------------------------- | -------------------------- |
| 2001    | n.d.                       | UHC Varese Wild Boars  | n.d.                      | n.d.                        | n.d.                       |
| 2001/02 | n.d.                       | SSV Diamante Bolzano   | SSV Diamante Bolzano      | SSV Diamante Bolzano        | n.d.                       |
| 2002/03 | SSV Diamante Bolzano       | SC Lions Lajen         | SSV Diamante Bolzano      | UHC Varese Wild Boars       | n.d.                       |
| 2003/04 | SSV Diamante Bolzano       | QT8 Milano             | SSV Diamante Bolzano      | SSV Diamante Bolzano        | n.d.                       |
| 2004/05 | SSV Diamante Bolzano       | Skorpions Bolzano      | SSV Diamante Bolzano      | SSV Diamante Bolzano        | n.d.                       |
| 2005/06 | FBC Bozen                  | SSV Diamante Bolzano   | UHC Dolo                  | SSV Diamante Bolzano        | n.d.                       |
| 2006/07 | Viking Roma Floorball Club | FBC Bozen              | SSV Diamante Bolzano      | Lokomotiv Vipiteno/Sterzing | n.d.                       |
| 2007/08 | FBC Bozen                  | FBC Bozen              | SSV Diamante Bolzano      | FC Fanatics Gargazon        | n.d.                       |
| 2008/09 | SSV Diamante Bolzano       | FBC Bozen              | SSV Diamante Bolzano      | FC Fanatics Gargazon        | n.d.                       |
| 2009/10 | FBC Bozen                  | FBC Bozen              | SHC Firelions Serenissima | FC Fanatics Gargazon        | n.d.                       |
| 2010/11 | Viking Roma Floorball Club | SV Sterzing/Vipiteno   | SV Sterzing/Vipiteno      | SV Sterzing/Vipiteno        | n.d.                       |
| 2011/12 | SSV Diamante Bolzano       | UF Liftex Gargazon     | Floorball L'Aquila        | SV Sterzing/Vipiteno        | SSV Diamante Bolzano       |
| 2012/13 | FBC Bozen                  | UF Liftex Gargazon     | Floorball L'Aquila        | SV Sterzing/Vipiteno        | n.d.                       |
| 2013/14 | Floorball L'Aquila         | UF Liftex Gargazon     | Floorball L'Aquila        | ASC Algund Raiffeisen       | UF Liftex Gargazon         |
| 2014/15 | Floorball L'Aquila         | Floorball Renon/Ritten | Floorball L'Aquila        | SSV Diamante Bolzano        | SSV Diamante Bolzano       |
| 2015/16 | FBC Bozen                  | SV Sterzing            | SS Lazio Floorball        | SS Lazio Floorball          | Viking Roma FC             |
| 2016/17 | Floorball L'Aquila         | UHC Wild Boars Varese  | Floorball L'Aquila        | SSV Diamante Bolzano        | Floorball L'Aquila         |
| 2017/18 | Floorball Club Milano      | UHC Wild Boars Varese  | Floorball L'Aquila        | Viking Roma Floorball Club  | UHC Wild Boars Varese      |
| 2018/19 | Viking Roma Floorball Club | SSV Diamante Bolzano   | Floorball Club Milano     | Viking Roma Floorball Club  | Viking Roma Floorball Club |